# شهرستان مستقل مرثر تیدویل
شهرستان مستقل مرثر تیدویل (ویلزی: Merthyr Tudful، تلفظ: ‎/ˈmɜːrθər ˈtɪdvɪl/‎;) یک شهرستان در ولز است. مرثر تیدویل ۵۹٬۸۰۰ نفر جمعیت و ۱۱۱ کیلومترمربع مساحت دارد.